# Gare de Yoshinoguchi
La gare de Yoshinoguchi (吉野口駅, Yoshinoguchi-eki) est une gare ferroviaire située à Gose, dans la préfecture de Nara au Japon. Elle est exploitée conjointement par les compagnies Kintetsu et JR West.

## Situation ferroviaire
La gare est située au point kilométrique (PK) 9,5 de la ligne Kintetsu Yoshino et au PK 24,9 de la ligne Wakayama.

## Histoire
La gare a été inaugurée le 10 mai 1896 sous le nom de gare de Kuzu. Elle est renommée Yoshinoguchi en 1903. 

## Service des voyageurs

### Accueil
La gare dispose d'un bâtiment voyageurs ouvert tous les jours, avec des guichets et des automates pour l'achat de titres de transport.

### Dispositions des quais
- Ligne Kintetsu Yoshino :
  - voie 1 : direction Yoshino
  - voie 2 : direction Kashiharajingu-mae, Furuichi et Osaka-Abenobashi
- Ligne Wakayama :
  - voie 3 : direction Gojō et Wakayama
  - voies 4 et 5 : direction Takada et Ōji